# Al-Dahhak ibn Qays al-Fihri
Al-Ḍaḥḥāk ibn Qays al-Fihrī (in arabo الضحاك بن قيس‎?; ... – 18 agosto 684) è stato un funzionario e generale arabo.
Era un Compagno del profeta Maometto.

## Biografia
Militò per lungo periodo per gli Omayyadi, ancor prima di Ṣiffīn, per poi unire le sue sorti a quelle dell'anticaliffo ʿAbd Allāh b. al-Zubayr dopo la morte di Muʿāwiya II, ultimo componente della linea sufyanide omayyade.
Già nel 656 affrontò infatti in battaglia, tra Jazira e Siria settentrionale, l'alide Malik al-Ashtar, sconfiggendolo e costringendolo a ritirarsi verso Mosul e poco dopo, a Ṣiffīn, ebbe il comando delle fanterie siriane ribelli.
Diventato capo della polizia di Muʿāwiya (Ṣāḥib al-shurṭa), fu poi nominato dal nuovo Califfo Governatore di Damasco e dal 674 al 678 fu Governatore di Kufa.
Ricevette sul letto di morte del Califfo le ultime disposizioni di Muʿāwiya, che raccomandò a lui e a Muslim b. ʿUqba di sostenere la difficile (perché irrituale) successione al trono del giovane e discusso figlio Yazīd.
Rimase sempre fedele a lui e al suo giovane figlio Muʿāwiya II, incipientemente morto nel 684, ma la crisi istituzionale aperta dall'esaurimento della linea sufyanide lo indusse a vedere in colui che aveva fino ad allora combattuto, in nome di una legittimità che ai suoi occhi al momento non esisteva più, il candidato migliore all'assunzione della dignità califfale.

ʿAbd Allāh b. al-Zubayr lo ricompensò con il Governatorato del Bilād al-Shām
Il suo non fu dunque un tradimento, ma una considerazione politica non priva di ragioni valide, che però saranno bollate come una sorta di diserzione dai successivi Califfi omayyadi della linea marwanide e dagli storici ad essa devoti per i più diversi motivi.
Le pressioni di ʿUbayd Allāh b. Ziyād lo indussero però a mettere in dubbio la sua scelta, anche se la sua scelta infine fu quella di appoggiare la causa zubayride, contro la quale un esercito omayyade era stato levato dal futuro Marwān I, mentre quello zubayride (in cui erano accorsi i Qaysiti nella speranza di abbattere il potere kalbita, allineato con quello omayyade) si era radunato a Marj al-Suffar, presso Damasco.
I due eserciti si scontrarono il 18 agosto 684 sul campo di battaglia di Marj Rahit (ma alcune fonti parlano di metà luglio) e nel combattimento al-Ḍaḥḥāk ibn Qays al-Fihrī trovò la morte.